# Vejle Kommune
|  | For Vejle Kommune før kommunalreformen i 2007, se Vejle Kommune (1970-2006). |
Den nuværende Vejle Kommune der er en del af Region Syddanmark, blev dannet ved Kommunalreformen i 2007,
ved en sammenlægning af kommunerne:
- Børkop Kommune
- Egtved Kommune (undtagen Vester Nebel Sogn, der indgår i Kolding Kommune)
- Give Kommune (undtagen den del af Billund Lufthavn der blev en del af Billund Kommune)
- Jelling Kommune
- Vejle Kommune (1970-2006)
- Grejs Sogn i den tidligere Tørring-Uldum Kommune.

Vejle Kommune har 122.433 indbyggere  (2025)

## Sammenlægningsproblemer
Forligspartierne krævede folkeafstemninger i både Vester Nebel Sogn og Øster Starup Sogn i Egtved Kommune; den 19. april 2005 stemte et flertal på 67% i Vester Nebel sig så til Kolding, hvorimod Øster Starup med et flertal på 61% valgte at gå til Vejle sammen med resten af Egtved Kommune.
Endvidere foreslog opmanden den 21. april 2005 at holde folkeafstemning i Ringive Kirkedistrikt og Lindeballe Sogn for at afgøre, om de havner i Billund eller Vejle. Forligspartierne udtalte dog ved samme lejlighed, at hele Billund Lufthavn (der dengang lå halvt i Vejle Kommune, halvt i Billund Kommune) for fremtiden vil ligge helt i Billund Kommune, uanset udfaldet af folkeafstemningen. Denne afstemning endte dog med, af Ringive og Lindeballe valgte at gå med resten af Give Kommune ind i Vejle Kommune.
Endelig afholdtes der den 19. april 2005 folkeafstemning i Grejs Sogn i Tørring-Uldum Kommune, hvor hele 72% stemte for at blive sammenlagt med den nye Vejle Kommune i stedet for Hedensted Kommune.

## Byer
| Kommunens største byer |                |                   |
| Nr                     | By             | Indbyggere (2025) |
| 1                      | Vejle          | 62.011            |
| 2                      | Børkop         | 6.314             |
| 3                      | Give           | 5.050             |
| 4                      | Jelling        | 4.038             |
| 5                      | Brejning       | 3.120             |
| 6                      | Skibet         | 2.604             |
| 7                      | Egtved         | 2.433             |
| 8                      | Bredsten       | 1.902             |
| 9                      | Grejs          | 1.536             |
| 10                     | Ødsted         | 1.535             |
| 11                     | Ågård          | 1.341             |
| 12                     | Thyregod       | 1.319             |
| 13                     | Gårslev        | 1.252             |
| 14                     | Jerlev         | 863               |
| 15                     | Gadbjerg       | 824               |
| 16                     | Smidstrup      | 823               |
| 17                     | Vandel         | 758               |
| 18                     | Ny Højen       | 739               |
| 19                     | Skærup         | 667               |
| 20                     | Givskud        | 614               |
| 21                     | Bredal         | 610               |
| 22                     | Vonge          | 554               |
| 23                     | Ny Nørup       | 484               |
| 24                     | Nørre Vilstrup | 380               |
| 25                     | Kollemorten    | 372               |
| 26                     | Andkær         | 364               |
| 27                     | Høll           | 362               |
| 28                     | Farre          | 340               |
| 29                     | Randbøldal     | 310               |

## Politik

### Valg og mandatfordeling
| 10 |  |  | 8 | 4 | 7 |

| 23 | 8 |

| 8 |  | 2 | 5 | 4 | 11 |

| 23 | 8 |

| 9 |  |  | 2 |  | 4 | 12 |  |

| 23 | 8 |

| 11 |  | 2 | 3 |  | 3 | 10 |

| 25 | 6 |

| 9 |  | 3 | 2 | 3 |  | 12 |

| 20 | 11 |

| 9 |  | 3 | 3 |  | 12 |  |  |

| 20 | 11 |

### Borgmestre
| Navn                   | Parti             | Periode                            |
| ---------------------- | ----------------- | ---------------------------------- |
| Leif Skov              | Socialdemokratiet | 1. januar 2007 - 31. december 2009 |
| Arne Sigtenbjerggaard  | Venstre           | 1. januar 2010 - 28. februar 2017  |
| Jens Ejner Christensen | Venstre           | 1. marts 2017 -                    |

### Nuværende byråd
| Navn                                | Parti                                   |
| ----------------------------------- | --------------------------------------- |
| Jens Ejner Christensen (Borgmester) | Venstre- 12 mandater                    |
| Gitte Frederiksen                   | Venstre- 12 mandater                    |
| Gerda Haastrup Jørgensen            | Venstre- 12 mandater                    |
| Lars Schmidt                        | Venstre- 12 mandater                    |
| Thyge Havgaard Bjerring             | Venstre- 12 mandater                    |
| Camilla Eva Jørgensen               | Venstre- 12 mandater                    |
| Peder Hummelmose                    | Venstre- 12 mandater                    |
| Per Olesen                          | Venstre- 12 mandater                    |
| Hans Hoffensetz                     | Venstre- 12 mandater                    |
| Mads Hartlev Jansen                 | Venstre- 12 mandater                    |
| Jørgen Mikkelsen                    | Venstre- 12 mandater                    |
| Søren Broch                         | Venstre- 12 mandater                    |
| Martin Sikær                        | Socialdemokratiet - 9 mandater          |
| Anne Sofie Stjernholm               | Socialdemokratiet - 9 mandater          |
| Søren Peschardt                     | Socialdemokratiet - 9 mandater          |
| Morten Skovlund                     | Socialdemokratiet - 9 mandater          |
| Alex Vejby Nielsen                  | Socialdemokratiet - 9 mandater          |
| Martin Jensen                       | Socialdemokratiet - 9 mandater          |
| Claus Behrendsen                    | Socialdemokratiet - 9 mandater          |
| Mette Ejby Pallesen                 | Socialdemokratiet - 9 mandater          |
| Azra Hasanbegovic                   | Socialdemokratiet - 9 mandater          |
| Dan Arnløv                          | Det Konservative Folkeparti- 3 mandater |
| Isabella Kure                       | Det Konservative Folkeparti- 3 mandater |
| Amalie Thomsen                      | Det Konservative Folkeparti- 3 mandater |
| Lone Myrhøj                         | Socialistisk Folkeparti - 3 mandater    |
| Britta Bitsch                       | Socialistisk Folkeparti - 3 mandater    |
| Allan Pedersen                      | Socialistisk Folkeparti - 3 mandater    |
| Rune Bønnelykke                     | Nye Borgerlige - 2 mandater             |
| Eva With                            | Nye Borgerlige - 2 mandater             |
| Kenneth Fredslund Petersen          | Dansk Folkeparti - 1 mandat             |
| Torben Elsig                        | Radikale Venstre - 1 mandat             |

| Navn                       | Skiftet fra      | Skiftet til          | Dato             |
| -------------------------- | ---------------- | -------------------- | ---------------- |
| Kenneth Fredslund Petersen | Dansk Folkeparti | Løsgænger            | 9. august 2022   |
| Kenneth Fredslund Petersen | Løsgænger        | Danmarksdemokraterne | 31. august 2022  |
| Rune Bønnelykke            | Nye Borgerlige   | Løsgænger            | 21. februar 2023 |
| Svend Erik Nielsen         | Løsgænger        | Danmarksdemokraterne | 3. marts 2023    |
| Rune Bønnelykke            | Løsgænger        | Dansk Folkeparti     | 21. april 2023   |
| Eva With                   | Nye Borgerlige   | Løsgænger            | 14. oktober 2024 |

| Udtrådt                    | Indtrådt           | Parti                            | Dato             |
| -------------------------- | ------------------ | -------------------------------- | ---------------- |
| Kenneth Fredslund Petersen | Svend Erik Nielsen | Danmarksdemokraterne / Løsgænger | 1. november 2022 |

### Byråd 2018-2022
Byrådet har følgende sammensætning efter kommunalvalget i november 2021:
| Navn                                | Parti                          |
| ----------------------------------- | ------------------------------ |
| Martin Sikær                        | Socialdemokratiet - 9 mandater |
| Søren Peschardt                     | Socialdemokratiet - 9 mandater |
| Alex Vejby Nielsen                  | Socialdemokratiet - 9 mandater |
| Martin Jensen                       | Socialdemokratiet - 9 mandater |
| Azra Hasanbegovic                   | Socialdemokratiet - 9 mandater |
| Morten Skovlund                     | Socialdemokratiet - 9 mandater |
| Anne Sofie Stjernholm               | Socialdemokratiet - 9 mandater |
| Claus Behrendsen                    | Socialdemokratiet - 9 mandater |
| Mette Ejby Pallesen                 | Socialdemokratiet - 9 mandater |
| Jens Ejner Christensen (Borgmester) | Venstre - 12 mandater          |
| Peder Hummelmose                    | Venstre - 12 mandater          |
| Gitte Frederiksen                   | Venstre - 12 mandater          |
| Lars Schmidt                        | Venstre - 12 mandater          |
| Per Olesen                          | Venstre - 12 mandater          |
| Hans Hoffensetz                     | Venstre - 12 mandater          |
| Gerda Haastrup Jørgensen            | Venstre - 12 mandater          |
| Thyge Havgaard Bjerring             | Venstre - 12 mandater          |
| Camilla Eva Jørgensen               | Venstre - 12 mandater          |
| Mads Hartlev Jansen                 | Venstre - 12 mandater          |
| Jørgen Mikkelsen                    | Venstre - 12 mandater          |
| Søren Broch                         | Venstre - 12 mandater          |
| Kenneth Fredslund Petersen          | Dansk Folkeparti - 1 mandat    |
| Lone Myrhøj                         | SF - 3 mandater                |
| Allan Pedersen                      | SF - 3 mandater                |
| Britta Bitsch                       | SF - 3 mandater                |
| Dan Arnløv                          | Konservative - 3 mandater      |
| Isabella Kure                       | Konservative - 3 mandater      |
| Amalie Thomsen                      | Konservative - 3 mandater      |
| Torben Elsig                        | Radikale Venstre - 1 mandat    |
| Rune Bønnelykke                     | Nye Borgerlige - 2 mandater    |
| Eva With                            | Nye Borgerlige - 2 mandater    |

| Navn          | Skiftet fra      | Skiftet til               | Dato         |
| ------------- | ---------------- | ------------------------- | ------------ |
| Kim Hesel     | Konservative     | Løsgænger                 | 28. maj 2020 |
| Anja Daugaard | Liberal Alliance | Liberal Borgerliste Vejle | 30. aug 2021 |

Er udtrådt i valgperioden 2018-2022:
| Dato          | Udtrådt       | Indtrådt       | Parti             |
| ------------- | ------------- | -------------- | ----------------- |
| 21. juni 2019 | Birgitte Vind | Arne Poulstrup | Socialdemokratiet |